# Orientogomphus
Orientogomphus is een geslacht van libellen (Odonata) uit de familie van de rombouten (Gomphidae).

## Soorten
Orientogomphus omvat 5 soorten:
- Orientogomphus aemulus (Lieftinck, 1937)
- Orientogomphus armatus Chao & Xu, 1987
- Orientogomphus circularis (Selys, 1894)
- Orientogomphus earnshawi (Fraser, 1924)
- Orientogomphus indicus (Lahiri, 1987)